# Henry Cejudo
Henry Carlos Cejudo (Los Angeles, 9 februari 1987) is een Amerikaans MMA-vechter van Mexicaanse afkomst. Hij werd op 4 augustus 2018 wereldkampioen vlieggewicht (tot 57 kilo) en op 8 juni 2019 ook wereldkampioen bantamgewicht (tot 61 kilo) bij de UFC. Hij werd daarmee de vierde MMA-vechter ooit met UFC-titels in meerdere gewichtsklassen tegelijkertijd, na Conor McGregor, Daniel Cormier en Amanda Nunes. Cejudo won op de Olympische Zomerspelen 2008 ook goud in het worstelen bij de mannen tot 55 kilo in de discipline vrije stijl.

## Carrière

### Worstelen
Cejudo is een zoon van Mexicaanse ouders. Hij begon in zijn jeugd met worstelen en bewees zich in zijn middelbareschooltijd als toptalent. Naar aanleiding daarvan werd hij uitgenodigd om te komen trainen op het United States Olympic Training Center. Na toernooizeges op de Pan-Amerikaanse Kampioenschappen 2006, 2007 en 2008 en de Pan-Amerikaanse Spelen 2007 (mannen tot 55 kilo, vrije stijl), mocht hij de Verenigde Staten vertegenwoordigen in deze discipline op de Olympische Zomerspelen 2008. Hij won hier goud door achtereenvolgens Radoslav Velikov, Besarion Gochashvili, Namig Sevdimov en Tomohiro Matsunaga te verslaan. Daarna zette hij het worstelen op een laag pitje. Hij stopte er in 2012 vervolgens helemaal mee.

### MMA
Cejudo maakte in 2013 bekend hij dat zich wilde toeleggen op een carrière in MMA. Hij debuteerde twee maanden later met een overwinning op Michael Poe, die hij binnen anderhalve minuut technisch knock-out (TKO) sloeg. In de 32 maanden die volgden, vocht hij een reeks van tien opeenvolgende overwinningen bij elkaar. Hiermee verdiende hij een titelgevecht tegen heersend kampioen Demetrious Johnson. Deze keer verloor hij zelf door een TKO in de eerste ronde. Cejudo verloor ook zijn eerstvolgende partij, van Joseph Benavidez. Zij namen het tegen elkaar op als onderdeel van seizoen 24 van The Ultimate Fighter. Ze fungeerden hierin als coaches van twee concurrerende teams.
Na zijn dubbele nederlaag vond Cejudo de weg omhoog terug met een TKO-overwinning op Wilson Reis en een zege op basis van een unanieme jurybeslissing op Sergio Pettis. Hij kreeg in augustus 2018 een nieuwe kans om de UFC-titel in het vlieggewicht te winnen, in een rematch tegen inmiddels UFC-recordkampioen Johnson. Hij moest die dag voor het eerst in zijn carrière vijf ronden van vijf minuten volmaken. De jury wees Cejudo daarna op basis van een split decision aan als nieuwe kampioen.
Hij verdedigde zijn titel in januari 2019 voor de eerste keer. Hij nam het toen op tegen UFC-kampioen bantamgewicht (tot 61 kilo) T.J. Dillashaw. Die daalde voor de gelegenheid een gewichtsklasse af in een poging meerdere UFC-titels tegelijk in zijn bezit te krijgen. Cejudo sloeg hem echter in 32 seconden TKO. Diezelfde Dillashaw werd een paar maanden later geschorst vanwege dopinggebruik. Cejudo mocht het daarom in juni 2019 opnemen tegen Marlon Moraes in een gevecht voor de vacant geworden titel in het bantamgewicht. Cejudo sloeg zijn tegenstander vlak voor het einde van de derde ronde TKO. Hij werd daarmee de vierde MMA-vechter ooit met UFC-titels in meerdere gewichtsklassen tegelijkertijd, na Conor McGregor, Daniel Cormier en Amanda Nunes.
Cejudo verdedigde de titel in het bantamgewicht in mei 2020 tegen voormalig kampioen Dominick Cruz. Hij won deze partij middels een technische knock-out. Direct na afloop maakte hij bekend dat hij stopte met MMA. Cejudo kwam daarna drie jaar niet in actie, maar maakte op 6 mei 2023 zijn comeback in de UFC. Hij nam het die dag op tegen toenmalig bantamkampioen Aljamain Sterling. Samen maakten ze vijf ronden van vijf minuten vol, waarna de jury Sterling aanwees als winnaar op basis van een split decision.
- Gemeinsame Normdatei: 1022698699
- International Standard Name Identifier: 0000 0000 6575 8040
- Library of Congress Control Number: n2009045060
- Virtual International Authority File: 91053852

1904: Isidor Niflot ·
1908: George Mehnert ·
1924: Kustaa Pihlajamäki ·
1928: Kaarlo Mäkinen ·
1932: Robert Pearce ·
1936: Ödön Zombori ·
1948: Nasuh Akar ·
1952: Shohachi Ishii ·
1956: Mustafa Dağıstanlı ·
1960: Terrence McCann ·
1964: Yōjirō Uetake ·
1968: Yōjirō Uetake ·
1972: Hideaki Yanagida ·
1976: Vladimir Joemin ·
1980: Sergej Beloglazov ·
1984: Hideaki Tomiyama ·
1988: Sergej Beloglazov ·
1992: Alejandro Puerto Díaz ·
1996: Kendall Cross ·
2000: Alireza Dabir ·
2004: Mavlet Batirov ·
2008: Henry Cejudo ·
2012: Dzjamal Otarsoeltanov ·
2016: Vladimer Chintsjegasjvili ·
2020: Zavoer Oegoejev ·
2024: Rei Higuchi